# NRP Adamastor
O Adamastor foi um cruzador da Marinha Portuguesa.

## Detalhes técnicos

### Características gerais
Construído nos Estaleiros Navais de Livorno, na Itália em 1896 e financiado pelas receitas proveninentes de uma subscrição pública organizada como resposta portuguesa ao ultimato britânico de 1890, o seu custo na altura foi de 381.629.000$000 de reis (1.900€00, cerca de 8.000.000€00 de euros em valores actuais).

## Armamento
2 x Krupp 15.0/cm 30 Cal Mod.1895 (Calibre: 150mm/Alcance: 14Km)
4 x Krupp 105mm GR Mod. 1895 (Calibre: 105mm/Alcance: 9Km)
8 x Hotchkiss & Comp. 4.7 cm/44 Mk.I Mod.1886 (Calibre: 47mm/Alcance: 7.2Km)
3 Tubos Lança-Torpedos e 3 Metralhadoras

## História operacional

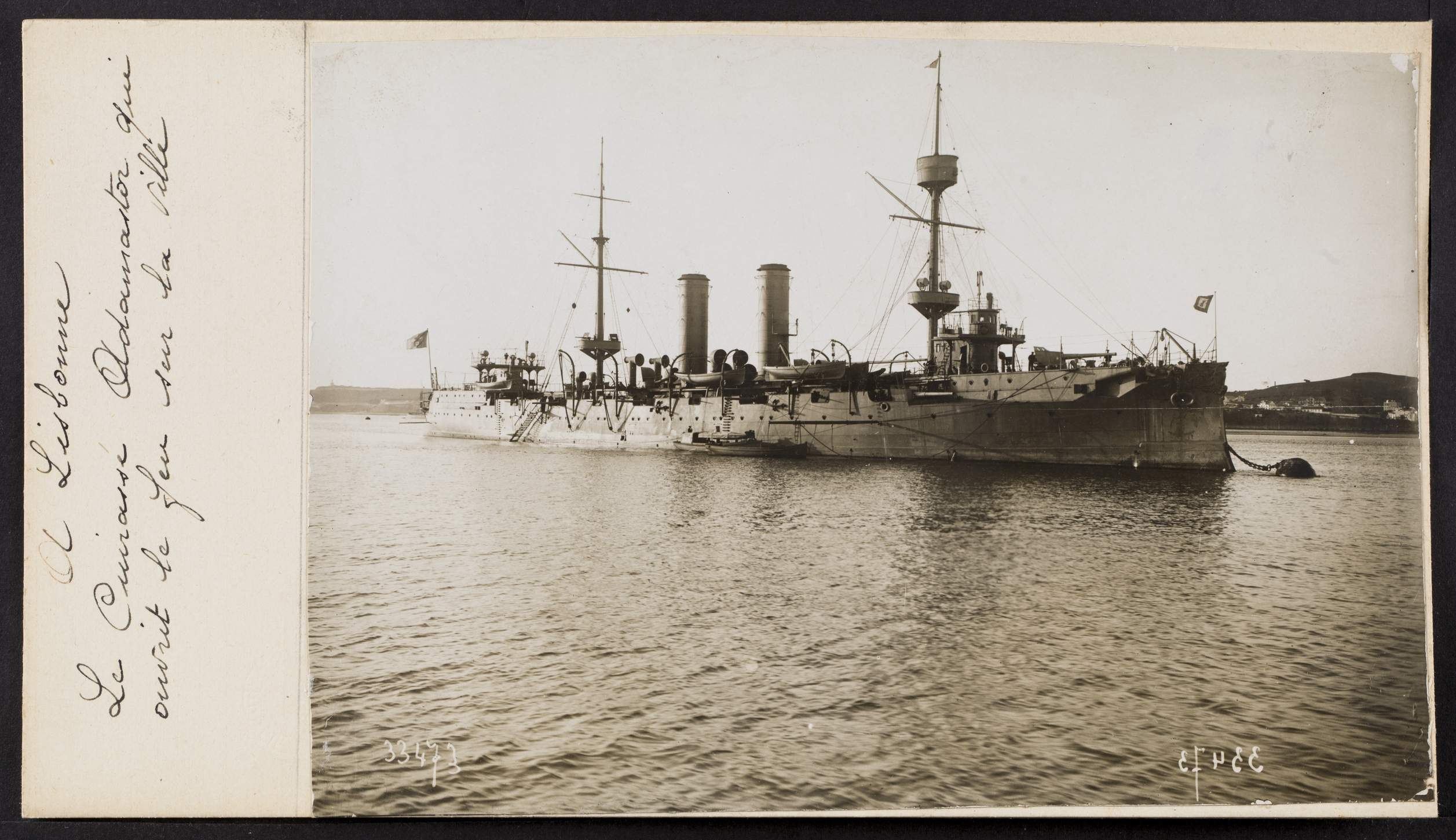
Adamastor em Lisboa durante Implantação da República Portuguesa, onde abriu fogo sobre a cidade.

O seu primeiro comandante foi o Capitão de Mar-e-Guerra Ferreira do Amaral.
O Adamastor desempenhou um papel importante no golpe de 5 de Outubro de 1910, que levou à implantação da República Portuguesa, sendo responsável pelo bombardeamento do Palácio Real das Necessidades.
Durante o seu período de serviço o Adamastor percorreu em missões de soberania quase todos os territórios ultramarinos portugueses, desde Angola a Timor. Também fez várias visitas oficiais a países estrangeiros, como o Brasil ou o Japão.
Na Primeira Guerra Mundial, o Adamastor tomou parte activa nas operações militares contra os alemães, no norte de Moçambique.
A 6 de Novembro de 1922 foi feito Comendador da Ordem Militar da Torre e Espada, do Valor, Lealdade e Mérito.
Foi desactivado em 1934 e vendido à Firma F. A. Ramos &  Cª., pelo preço de 60.850$00 (303€51, cerca de 52.000€00 euros em valores actuais).

## Comandantes
|  | Comandante         | Data             |
|  | ------------------ | ---------------- |
|  | CFR Silva Nogueira | Setembro de 1929 |

A nota escrita, tipo postal, que indica o navio da foto como sendo o Adamastor, não está correcta. A foto é do Cruzador D. Carlos.